# 迈灵大街站
邁靈大街站（德語：U-Bahnhof Maillingerstraße）是德國慕尼黑西部的一个地铁站，位于诺伊豪森-宁芬堡，地铁1、7号线途径此站。迈灵大街站於1983年5月28日通車。
該地鐵站以约瑟夫·马克西米利安·弗里德林·冯·迈林格的名字命名。